# Радиационная защита
Радиационная защита — комплекс мероприятий, направленный на защиту живых организмов от ионизирующего излучения, а также, изыскание способов ослабления поражающего действия ионизирующих излучений; одно из направлений радиобиологии.

## Виды защиты от ионизирующего излучения
- физическая: применение различных экранов, ослабляющих материалов и т. п.
- биологическая: представляет собой комплекс репарирующих энзимов и др.

Основными способами защиты от ионизирующих излучений являются:
- защита расстоянием;
- защита экранированием:
  - от альфа-излучения — лист бумаги, резиновые перчатки, респиратор;
  - от бета-излучения — плексиглас, тонкий слой алюминия, стекло, противогаз;
  - от гамма-излучения — тяжёлые металлы (вольфрам, свинец, сталь); гамма-излучение поглощается тем эффективнее, чем больше атомный номер вещества, поэтому, например, свинец эффективнее железа.
  - от нейтронов — вода, полиэтилен, другие полимеры, бетон; по закону сохранения энергии, нейтроны эффективно рассеивают энергию на лёгких ядрах, поэтому слой воды или полиэтилена для защиты от нейтронов будет гораздо эффективнее, чем той же толщины броневой стали;
- защита временем — максимальное сокращение времени пребывания персонала под воздействием ионизирующего излучения;
- химическая защита.

## Физическая защита (экранирование)
Толщина слоя заданного материала, уменьшающая уровень радиации в два раза, называется слоем половинного ослабления. Соотношение уровня радиации до и после защиты называется коэффициентом защиты.
С увеличением толщины слоя противорадиационной защиты количество пропущенной радиации падает экспоненциально. Так, если слой половинного ослабления слежавшегося грунта составляет для гамма-излучения осколков деления 9,1 см, то насыпь толщиной 91 см (типичная насыпь над противорадиационным убежищем) уменьшит количество радиации в 210, или 1024 раза.
Показатель поглощения (стоящий в экспоненте), зависит от энергии. Например, слой половинного ослабления для излучения цезия-137 661.7 кэВ во много раз меньше, чем для излучения кобальта-60 о энергии 1,1732 и 1,3325 МэВ.
В таблице ниже указаны характеристики слоя половинного ослабления гамма-излучения (о неопределенной энергии) осколков деления некоторых материалов (в единицах системы СГС):
| Материал защиты   | Слой половинного ослабления, см | Плотность, г/см³ | Масса 1 см² слоя половинного ослабления, г |
| ----------------- | ------------------------------- | ---------------- | ------------------------------------------ |
| Золото            | 1,22                            | 19,32            | 23,6                                       |
| Свинец            | 2,28                            | 11,35            | 25,8                                       |
| Бетон             | 6,1                             | 3,33             | 20                                         |
| Сталь             | 2,5                             | 7,86             | 20                                         |
| Слежавшийся грунт | 9,1                             | 1,99             | 18                                         |
| Вода              | 18                              | 1,00             | 18                                         |
| Древесина         | 29                              | 0,56             | 16                                         |
| Обеднённый уран   | 0,2                             | 19,1             | 3,9                                        |
| Воздух            | 15000                           | 0,0012           | 18                                         |

## Химическая защита от радиации
Химическая защита от ионизирующего излучения — ослабление результата воздействия излучения на организм при условии введения в него химических веществ, называемых радиопротекторами.